# اودا نوبوسادا (پدربزرگ نوبوناگا)
اودا نوبوسادا (به ژاپنی: 織田信定) یا (به ژاپنی: 織田信貞) (تولد نامشخص-مرگ ۱۵۳۸) یک سامورایی در دوره سنگوکو در ولایت اواری و ارباب قلعه شوباتا بود. بنا بر فرضیه پدر وی اودا یوشی‌نوبو نام داشت و سر منشا یک شعبه از خاندان اودا بنام «دانجو نو جو» (弾正忠家) بود. وی پدربزرگ اودا نوبوناگا بود. او در سال ۱۵۳۲ خود را بازنشسته کرده و وظایف خود را به پسر ارشدش اودا نوبوهیده واگذار کرد و خود به قلعه کی نو شینا نقل مکان کرد.